# Platynereis dumerilii
Platynereis dumerilii  (лат.) — вид многощетинковых червей из семейства нереид.
Червь живёт в умеренной и тропической зонах в прибрежных морских водах в Европе, в Средиземном море и на западном побережье Испании. Platynereis dumerilii является важным лабораторным животным, считается живым ископаемым и служит модельным организмом для многих филогенетических исследований. В лаборатории эти животные достигают в длину 3—4 см и живут в среднем 7 месяцев.

## Размножение и развитие
Platynereis dumerilii раздельнополы, яйцеклетки и сперматозоиды выделяются при помощи половых феромонов. Самец обвивает тело самки, в то время как самка двигается, совершая маленькие круги. Оплодотворение происходит вне тела в воде. Гонады отсутствуют, зародышевые клетки созревают, свободно плавая в полости тела (целом).
Из оплодотворённого яйца появляется личинка-трохофора, которая через 48 часов переходит в стадию метатрохофоры. Эти личинки свободно плавают в воде при помощи своих ресничек и положительно реагируют на свет (фототаксис). Наряду с личиночными глазами (Pigmentbecherocellen), появляются также зачатки сложно устроенных глаз червя. Через четыре дня становятся заметны три сегмента животных, каждый из которых имеет пару параподий со щетинками, которые используются для передвижения. Только через три—четыре недели, когда образуется шесть сегментов тела, образуется голова с антеннами и ротовой аппарат.

## Фоторецепторы
У личинок имеется два типа фоторецепторов: рабдом и ресничковые фоторецепторов. Ресничковые фоторецепторы похожи по форме на палочки и колбочки человеческого глаза, связь, которая может быть подтверждена обнаружением опсина. Отсюда следует вывод, что эволюционное происхождение этих клеток фоторецепторов очень древнее и является общим для моллюсков, членистоногих и позвоночных.